# 西村忠次
西村 忠次（にしむら ただつぐ、生没年不詳）は、安土桃山時代から江戸時代前期の砲術家。

## 経歴・人物
近江国の人物。慶長年間に西村流砲術を創始し、朝廷から丹後守に任じられる。門人に種田木工助など。